# Damernas turnering i basket vid olympiska sommarspelen 1976
Damturneringen i basket vid OS 1976 i Montréal arrangerades mellan 19 och 26 juli 1976. Sovjetunionen vann guldet, USA silvret och Bulgarien bronset. Alla matcher spelades i Centre Étienne Desmarteau och i Montréal Forum. Detta var första året som damer tävlade i basket vid olympiska sommarspelen, och något slutspel ägde inte rum, utan resultaten från gruppspelet blev utfallet för de slutliga placeringarna. 

## Medaljfördelning
| Klass | Guld | Silver | Brons |
| Damer | Sovjetunionen (URS) Olga Barysjeva Tamara Daunienė Natalja Klimova Tatiana Ovetjkina Angelė Rupšienė Nadjezjda Sjuvajeva Nadjezjda Zacharova Uljana Semjonova Raisa Kurvjakova Nelli Ferjabnikova Olga Sucharnova Tatiana Zacharova-Nadyrova | USA (USA) Cindy Brogdon Susan Rojcewicz Ann Meyers Lusia Harris Nancy Dunkle Charlotte Lewis Nancy Lieberman Gail Marquis Patricia Roberts Mary Anne O'Connor Patricia Head Julienne Simpson | Bulgarien (BUL) Krasimira Bogdanova Diana Dilova Krasimira Gyurova Penka Metodieva Snezhana Mikhaylova Girgina Skerlatova Mariya Stoyanova Margarita Shtarkelova Petkana Makaveeva Nadka Golcheva Penka Stoyanova Todorka Yordanova |

| Lag             | V | F | PF  | PA  | PD   | Poäng | Tie 1 |
| --------------- | - | - | --- | --- | ---- | ----- | ----- |
| Sovjetunionen   | 5 | 0 | 504 | 346 | +158 | 10    |       |
| USA             | 3 | 2 | 415 | 417 | −2   | 8     | 1W–0L |
| Bulgarien       | 3 | 2 | 365 | 377 | −12  | 8     | 0W–1L |
| Tjeckoslovakien | 2 | 3 | 351 | 359 | −8   | 7     | 1W–0L |
| Japan           | 2 | 3 | 405 | 400 | +5   | 7     | 0W–1L |
| Kanada          | 0 | 5 | 336 | 477 | −141 | 5     |       |

| 19 juli |  | USA | 71–84 | Japan |  | Centre Étienne Desmarteau, Montreal |

| 19 juli |  | Sovjetunionen | 115–51 | Kanada |  | Centre Étienne Desmarteau, Montreal |

| 19 juli |  | Tjeckoslovakien | 66–67 | Bulgarien |  | Centre Étienne Desmarteau, Montreal |

| 20 juli |  | Japan | 121–89 | Kanada |  | Centre Étienne Desmarteau, Montreal |

| 20 juli |  | USA | 95–79 | Bulgarien |  | Centre Étienne Desmarteau, Montreal |

| 20 juli |  | Tjeckoslovakien | 75–88 | Sovjetunionen |  | Centre Étienne Desmarteau, Montreal |

| 22 juli |  | Bulgarien | 68–91 | Sovjetunionen |  | Centre Étienne Desmarteau, Montreal |

| 22 juli |  | Japan | 62–76 | Tjeckoslovakien |  | Centre Étienne Desmarteau, Montreal |

| 22 juli |  | USA | 89–75 | Kanada |  | Centre Étienne Desmarteau, Montreal |

| 23 juli |  | Bulgarien | 66–63 | Japan |  | Centre Étienne Desmarteau, Montreal |

| 23 juli |  | Kanada | 59–67 | Tjeckoslovakien |  | Centre Étienne Desmarteau, Montreal |

| 23 juli |  | USA | 77–112 | Sovjetunionen |  | Centre Étienne Desmarteau, Montreal |

| 25 juli |  | Kanada | 62–85 | Bulgarien |  | Montreal Forum, Montreal |

| 26 juli |  | USA | 83–67 | Tjeckoslovakien |  | Montreal Forum, Montreal |

| 26 juli |  | Sovjetunionen | 98–75 | Japan |  | Montreal Forum, Montreal |

## Slutlig ställning
1. Sovjetunionen
2. USA
3. Bulgarien
4. Tjeckoslovakien
5. Japan
6. Kanada